# آب‌باریک سفلی (سلسله)
آب‌باریک سفلی روستایی از توابع بخش فیروزآباد شهرستان سلسله در استان لرستان ایران است. زبان مردم این روستا کردی به گویش لکی است.

## جمعیت
این روستا در دهستان فیروزآباد قرار دارد و بر اساس سرشماری مرکز آمار ایران در سال ۱۳۹۵ جمعیت این روستا ۷۵ نفر برآورد شده که ۳۲ نفر مرد و ۴۳ نفر زن بوده‌اند. آب باریک سفلی دارای ۱۹ خانوار می‌باشد.